# بيلي جاي ميرفي
بيلي جاي ميرفي (بالإنجليزية: Billy J. Murphy)‏ هو لاعب كرة قدم أمريكية أمريكي، ولد في 13 يناير 1921 في لورنزو في الولايات المتحدة، وتوفي في 21 فبراير 2008 في ممفيس في الولايات المتحدة.